# Benjamin Fondane

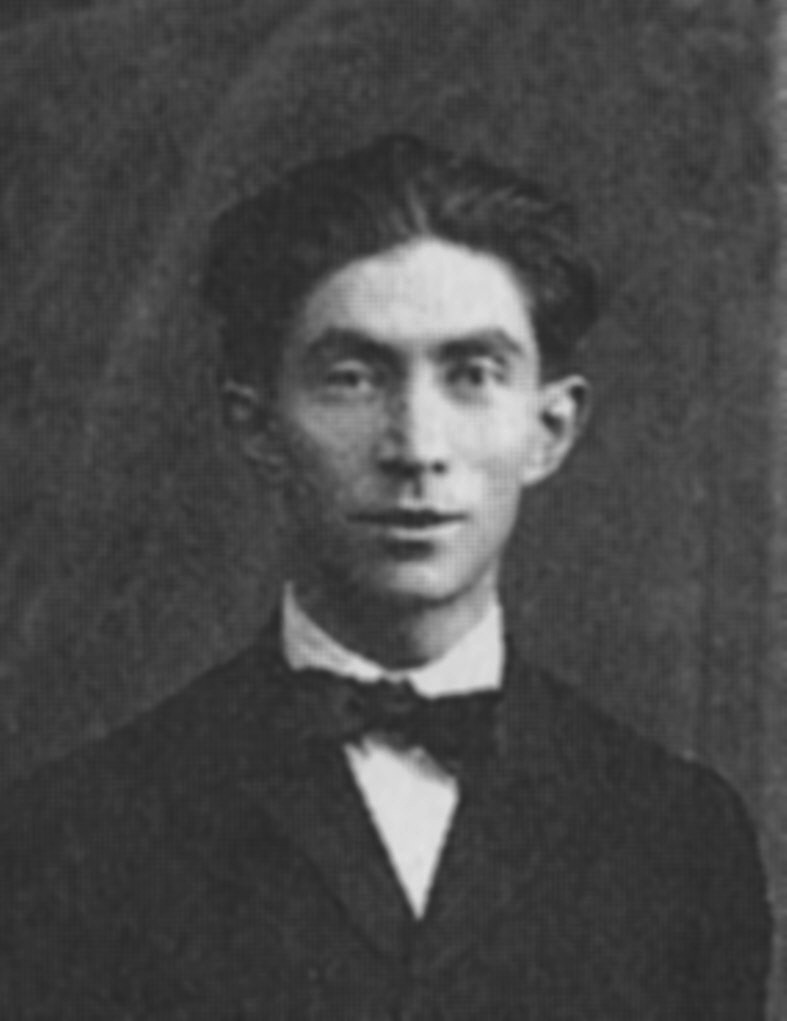
B. Fondane, ca. 1915

Benjamin Fondane (geboren am 14. November 1898 in Iași; ermordet am 2. oder 3. Oktober 1944 im KZ Auschwitz-Birkenau) war ein rumänisch-französischer Dichter, Dramatiker, Literaturkritiker, Filmregisseur und Übersetzer.

## Biographie
Geboren als Benjamin Wechsler (oder Wecsler oder Wexler) in einer Familie jüdischer Herkunft, publizierte er seit 1912 Lyrik unter dem Pseudonym B. Fundoianu oder Barbu Fundoianu, unter anderem in den Zeitschriften Rampa und Hatikvah. 1918 schrieb er das Drama Tăgăduința lui Petru. Das Pseudonym Fondane ist auf den Namen eines Landgutes zurückzuführen, in dessen Nähe der junge Benjamin Wechsler einen Teil seiner Jugend verbracht hatte.
Nachdem er als Jude exmatrikuliert und so zum Abbruch des Studiums der Rechtswissenschaft an der Universität Iași gezwungen worden war, verließ er seine Heimatstadt im Jahr 1919 und wurde in Bukarest zum Zentrum einer avantgardistischen Gruppe, der unter anderen Marcel Iancu, Max Hermann Maxy, Iosif Ross, Sașa Pană, Ion Vinea, Ștefan Roll und Ilarie Voronca angehörten. Er schrieb häufig für verschiedene Zeitschriften (Contimporanul, Adevărul literar și artistic, Sburătorul) und gründete die Theatergruppe Insula, die stark vom Denken Jacques Copeaus beeinflusst war und von 1921 bis 1923 bestand.
1923 ging Fondane nach Paris und schrieb dort sein erstes Gedicht in französischer Sprache (Exercice de français, 1925). 1927 traf er Tristan Tzara und interviewte ihn für die Zeitschrift Integral, für die er als Redakteur eines französischen Supplements arbeitete. Er näherte sich der Bewegung des Surrealismus an und veröffentlichte einige beachtete Gedichte (etwa A Madame Sonia Delaunay, das Teil seines unvollendeten Projekts Ulysses war). Seinen Lebensunterhalt verdiente Fondane durch Arbeit bei den Paramount Studios, was auch seine Beschäftigung mit dem Film begründete.
Schließlich schloss sich Fondane einer Gruppe um Arthur Adamov an und kam Lev Shestov, Martin Buber, Constantin Brâncuși und Victoria Ocampo (die er 1929 in Argentinien besuchte) nahe.
1933 arbeitete Fondane mit Dimitri Kirsanov an dem Film Rapt, einer freien Bearbeitung der Novelle La séparation des races von Charles Ferdinand Ramuz. 1936 schrieb er das Buch für den argentinischen Film Tararira, für den er auch Regie führte.
1940 wurde Fondane nach der Invasion Frankreichs durch das nationalsozialistische Deutschland zum französischen Militär eingezogen. Er wurde gefangen genommen und nach einem Fluchtversuch wieder inhaftiert. Nach einem Aufenthalt im Militärkrankenhaus Val-de-Grâce erfolgte seine Enthaftung aus Gesundheitsgründen. Fondane begann Arbeiten an mehreren Essays und an seinem großen Projekt Ulysses. Bis 1944 lebte er dann in der unbesetzten Zone von Frankreich.
Immer wieder kam Fondane trotzdem heimlich nach Paris, wo er im März 1944 verhaftet und mit seiner Schwester in das Sammellager Drancy gebracht wurde. Am 30. Mai wurde er von dort nach Auschwitz deportiert, wo er im Oktober in der Gaskammer ermordet wurde.

## Werke
zu Lebzeit erschienen:
in französischer Sprache
- Trois scenarii: ciné-poèmes, Bruxelles, Documents internationaux de l'Esprit Nouveau, 1928.
- Ulysse, Bruxelles, Cahiers du Journal des Poètes, 1933 (Gedichtband)
- Rimbaud le voyou, Denoël,1933, rééd. Plasma,1980 et Complexe,1989 (dt. Rimbaud der Strolch, übers. von Michaela Meßner, München 1991)
- La Conscience malheureuse, Denoël,1936, rééd. Plasma,1979.(Sammlung philosophischer Essays)
- Titanic, Cahiers du Journal des Poètes,1937 (Gedichtband)
- Faux Traité d’esthétique, Denoël,1938, rééd. Plasma, 1980, ISBN 2-901376-52-5, rééd.Paris-Méditerranée, 1998, ISBN 2-84272-043-1; édition établie par Olivier Salazar-Ferrer et Michel Carassou; préface de Louis Janover, Paris: Non lieu, 2023, ISBN 978-2-35270-336-5
  - Falscher Traktat über Ästhetik, übers. von Peter Geble und Monika Petzenhauser, Berlin 1991.

in rumänischer Sprache
- Tăgăduința lui Petru, Jassy, Chemarea, 1918.
- Imagini și cărti di Franța,Bucarest, Socec, 1922.
- Priveliști, Bucarest, Cultură natională, 1930.

Posthum erschienen
in französischer Sprache:
- Baudelaire et l’expérience du gouffre, Seghers, 1947, rééd. Bruxelles: Ed. Complexe, 1994, ISBN 2-87027-546-3; présenté par Elias Preszow et Georges Laurent, Paris; La Fabrique Éditions, 2021, ISBN 978-2-35872-210-0
- Le Mal des fantômes, Plasma,1980; rééd. Paris-Méditerranée, 1996; réédition Verdier, 2006, ISBN 978-2-86432-485-0
- Rencontres avec Léon Chestov, Plasma, 1982.
- Ecrits pour le cinéma, Plasma, 1984. Rééd. Verdier, 2007.
- Le Festin de Balthazar, Arcane 17, 1985.
- Le Lundi existentiel et le dimanche de l’histoire, Editions du Rocher, 1989.
- Au seuil de l'Inde, Fata Morgana, 1994.
- Brancusi, Fata Morgana, 1995.
- Le Voyageur n’a pas fini de voyager, Paris-Méditerranée, 1996.
- Correspondance Fondane-Maritain, Paris-Méditerranée, 1997.
- L’Ecrivain devant la révolution, Paris-Méditerranée, 1997.
- Benjamin Fondane et les Cahiers du Sud.Correspondance. Ed de la Fondation culturelle roumaine, 1998.
- Essai sur Lupasco,Paris-Méditerranée,1998.
- Fundoianu/Fondane et l'Avant-garde, Petre Raileanu et Michel Carassou (éd.), Coédition: Bucarest, Fondation Culturelle Roumaine; Paris, Editions Paris-Méditerranée, 1999.
- Images et Livres de France, Paris-Méditerranée, 2002. Traduit du roumain par Odile Serre. Introduction de Monique Jutrin, ISBN 978-2-84272-127-5

in rumänischer Sprache:
- Poezii, Vorwort von D. Petrescu, Bukarest, Editura pentru literatură, 1965.
- Priveliști și inedite, hg. von P. Daniel, Bukarest, Editura Cartea Romaneasca, 1974.
- Poezii, Vorwort von Mircea Martin und Nachwort von Paul Daniel, Bucarest, Minerva, 1978.
- Imagini și cărți, Vorwort von Mircea Martin. Bukarest, Minerva.
- Iudaism și elenism, hg. von Léon Volovici und Remus Zastroiu, Bukarest, Hasefer, 1999.

Einige Ausschnitte aus Fondanes Werk wurden in der Zeitschrift Akzente veröffentlicht (Jg. 33, Heft 3, 1986, S. 252ff.). Hier erschienen sieben Gedichte, Wilde Sprache, das Vorwort zu Priveliști, und dann Fragmente aus Rimbaud der Strolch und Fragmente aus dem Falschen Traktat über Ästhetik mit Übersetzung und Einführung von Dieter Schlesak. Dort findet sich auch ein Beitrag Emil Ciorans über Fondane.
Herausgegeben von Michel Carassou erschien 1978 außerdem ein Sammelband über Benjamin Fondane („Benjamin Fondane. Non Lieu, Au temps du poeme“) mit Beiträgen von Emil Cioran, Claude Sernet, Tristan Tzara und Leo Schestow.
Seit 1997 erscheint einmal im Jahr die von der Société d’études Benjamin Fondane herausgegebene Zeitschrift Cahiers Benjamin Fondane (1994/95 Bulletin de la Société Benjamin Fonande) mit einem internationalen Kreis von Beiträgern. In den Cahiers erscheinen regelmäßig unveröffentlichte Texte Fondanes und aus seinem Umfeld sowie eine laufende Bibliographie.